# モーガン・ウッドワード
モーガン・ウッドワード（Morgan Woodward,  1925年9月16日 - 2019年2月22日）は、アメリカ合衆国の俳優である。

## 来歴
1925年、テキサス州フォートワースに生まれる。4人兄弟で、父親は医師だった。1940年代後半に、テキサス大学をへ進学。1956年に『機関車大追跡』で映画デビュー。その後もテレビドラマや映画などへコンスタントに出演を続け、キャリアを順調に築いていった。
その中でも1958年から出演したテレビドラマ西部劇『保安官ワイアット・アープ』への出演で知られており、同作品ではショットガン・ギブスを好演している。そのイメージもあってか、その後も数多くの西部劇関連のテレビドラマや映画などへ出演し、俳優として確固たる地位を築き上げた。1988年には、西部劇関連の作品に貢献した俳優およびスタッフを讃えるGolden Boot Awardsを受賞している。

## 出演作品

### 映画
- 機関車大追跡 The Great Locomotive Chase (1956)
- 幌馬車隊西へ! Westward Ho, the Wagons! (1956)
- Slaughter on Tenth Avenue (1957)
- Gunsight Ridge (1957)
- Ride a Crooked Trail (1958)
- ガン・ホーク The Gun Hawk (1963)
- The Devil's Bedroom (1964)
- 砂漠の盗賊王子 The Sword of Ali Baba (1965)
- ガンポイント Gunpoint (1966)
- 暴力脱獄 Cool Hand Luke (1967)
- ファイヤークリークの決斗 Firecreek (1968)
- ガンファイターの最後 Death of a Gunfighter (1969)
- ワイルドカントリー The Wild Country (1970)
- Yuma (1971) ※テレビ映画
- リトル・インディアン One Little Indian (1973)
- Running Wild (1973)
- 真夜中の男 The Midnight Man (1974)
- Ride in a Pink Car (1974)
- The Hatfields and the McCoys (1975)
- The Last Day (1975)
- チャイニーズ・ブッキーを殺した男 The Killing of a Chinese Bookie (1976)
- A Small Town in Texas (1976)
- スーパーバン Supervan (1977)
- Moonshine County Express (1977)
- Final Chapter: Walking Tall (1977)
- 新バニシングIN60”/スピードトラップ Speedtrap (1977)
- 宇宙の7人 Battle Beyond the Stars (1980)
- Girls Just Want to Have Fun (1985)
- Dark Before Dawn (1988)
- Gunsmoke: To the Last Man (1992)

### テレビドラマ
- Zane Grey Theater (1956)
- ディズニーランド Disneyland (1956, 1975)
- ガンスモーク Gunsmoke (1957 - 1974)
- ウェルズ・ファーゴ Tales of Wells Fargo (1957, 1961)
- シャイアン Cheyenne (1958)
- アリゾナ・トム Sugarfoot (1958)
- Buckskin (1958)
- 保安官ワイアット・アープ The Life and Legend of Wyatt Earp (1958 - 1961)
- ジェット・ファイター Steve Canyon (1958)
- 幌馬車隊 Wagon Train (1958 - 1965)
- レストレス・ガン The Restless Gun (1958, 1959)
- バット・マスターソン Bat Masterson (1960)
- ボナンザ Bonanza (1960, 1971)
- アスファルト・ジャングル The Asphalt Jungle (1961)
- ペリー・メイスン Perry Mason (1962)
- 87分署シリーズ 87th Precinct (1962)
- Lawman (1962)
- 西部のパラディン Have Gun - Will Travel (1962)
- バージニアン The Virginian (1963, 1967, 1969)
- Temple Houston (1963)
- ローハイド Rawhide (1964)
- デイズ・オブ・アワ・ライブス Days of Our Lives (1965)
- バークレー牧場 The Big Valley (1965)
- ダニエル・ブーン Daniel Boone (1965)
- デス・バレー・デイズ Death Valley Days (1966)
- 拳銃とペチコート Pistols 'n' Petticoats (1966)
- アイアン・ホース Iron Horse (1966)
- ワイオミングの兄弟 The Monroes (1966)
- スタートレック Star Trek (1966, 1968)
- ザ・ルーシー・ショー The Lucy Show (1966)
- シマロン Cimarron Strip (1967, 1968)
- ターザン Tarzan (1968)
- ハイシャパラル The High Chaparral (1968, 1970)
- スパイのライセンス It Takes a Thief (1968)
- ガンマン無情 The Guns of Will Sonnett (1969)
- 対決ランサー牧場 Lancer (1969)
- さすらいのライダー Then Came Bronson (1970)
- 痛快! 自動車野郎 Bearcats! (1971)
- ヘック・ラムジー Hec Ramsey (1972)
- 燃えよ! カンフー Kung Fu (1973, 1974)
- ドク・エリオット Doc Elliot (1973, 1974)
- 署長マクミラン McMillan & Wife (1974)
- 女刑事ペパー Police Woman (1974)
- 弁護士ペトロチェリー Petrocelli (1974, 1975)
- 猿の惑星 Planet of the Apes (1974)
- わが家は11人 The Waltons (1974, 1978)
- マッコイ McCoy (1975)
- 探偵キャノン Cannon (1975)
- 未知への逃亡者/ローガンズ・ラン Logan's Run (1977, 1978)
- 刑事スタスキー&ハッチ Starsky and Hutch (1978)
- プロジェクトU.F.O. Project U.F.O. (1978)
- 遥かなる西部 Centennial (1978)
- エディ・キャプラ・ミステリー The Eddie Capra Mysteries (1978)
- サルベージワン Salvage 1 (1979)
- 西部開拓史 How the West Was Won (1979)
- 超人ハルク The Incredible Hulk (1979)
- ヤング・マーベリック Young Maverick (1979)
- ファンタジー・アイランド Fantasy Island (1979, 1982)
- 白バイ野郎ジョン&パンチ CHiPs (1980)
- 爆発!デューク The Dukes of Hazzard (1980, 1984)
- The Misadventures of Sheriff Lobo (1980)
- ダラス Dallas (1980 - 1987)
- ベガス Vega$ (1981)
- サイモン&サイモン Simon & Simon (1981)
- 俺たち賞金稼ぎ!!フォール・ガイ The Fall Guy (1982)
- ヒルストリート・ブルース Hill Street Blues (1982)
- ナイトライダー Knight Rider (1983)
- 特攻野郎Aチーム The A-Team (1983, 1984)
- スケアクロウとキング夫人 Scarecrow and Mrs. King (1983)
- マット・ヒューストン Matt Houston (1984)
- パトカーアダム30 T.J. Hooker (1985)
- ジェシカおばさんの事件簿 Murder, She Wrote (1989)
- 21ジャンプストリート 21 Jump Street (1990)
- マトロック Matlock (1992)
- 反逆のヒーローレネゲイド Renegade (1993)
- The Adventures of Brisco County Jr. (1994)
- Xファイル X-File (1997)